# 最终幻想VI角色列表
最終幻想VI角色列表列出了史克威爾開發電子角色扮演遊戲《最終幻想VI》的登場角色。

## 概念和創作
《最終幻想VI》是該系列第一部角色設計是除了天野喜孝外還有多名設計師，而角色和怪物圖形野村哲也也創作了原始設計，包括許多故事情節和西傑亞·希吉爾斯，場景設計嵯峨空哉的設計還有艾德加·羅尼·菲加洛和馬修·羅尼·菲加洛。聯合總監Kitase想創造盡可能多的字符，使故事沒有圍繞著一個角色（主角）旋轉。

## 主要人物

### 蒂娜·布蘭佛德
蒂娜·布蘭佛德（Tina Branford，声：福井裕佳梨），本作主角。魔導戰士（Magic Fighter）。幻獸與人類混血生下的溫柔少女，天生擁有強大魔力，可變身為幻獸。還是孩童時期就被帝國擄獲控制，成為帝國的魔導戰士。開幕時被凱夫卡戴上操控頭環而成了活體兵器，造成蒂娜失去了對自己過去的記憶，後加入了反抗組織回歸者。必殺技為「混亂之刃（ライオットソード）」。

### 洛克·柯爾
洛克·柯爾（Lock Cole，声：小野友樹），冒險家（Treasure Hunter）。隸屬於反帝國組織回歸者，艾德加的朋友，自稱「尋寶獵人」，很擅長變裝，為了古代寶藏而遊走世界。過去因自己的疏忽而使愛人瑞秋喪失記憶，並因失憶而在兩人間產生隔閡，後來瑞秋因加斯特拉帝國的入侵而罹難，故憎恨著帝國且還強烈保持著「保護女性」的意念。後要求一名奇怪的藥師將瑞秋的遺體保存，等待重生的微小機會。對莎莉絲似乎抱有情意。初始命令是能「偷取（ぬすむ）」敵人的物品，但本人不喜歡被當作「盜賊」，堅持自己是尋寶獵人。在盜取的同時也能用「掠奪（ぶんどる）」來攻擊敵人。喜歡的東西是地圖，討厭蕈類。必殺技為「幻影俯衝（ミラージュダイブ）」。北美版名字變更為「Locke」。他也在《最終幻想：節奏劇場》中登場。腳色初期設定原本是擔任蒂娜原案腳色的搭檔甚至是宿敵的腳色，年紀甚至比定案的年齡高出不少，能力上則是會使用莎莉絲的魔封劍。
年齡：25歲、身長：175公分、體重：67公斤、生日：11月24日、血型：O型

### 莫古
莫古（Mog，声：諸星堇），莫古利（Moogle／Moglie）。居住於那魯雪炭坑的莫古利，炭坑中的莫古利族領導者。唯一能通人的話語，語尾會加上「咕啵（クポ）」，以第一人稱「奴才」或「吾」稱呼自己。救過蒂娜和羅克，和兩人成為同伴。喜歡歌曲、舞蹈和被人撫摸，討厭他人碰牠的尾巴。擅長以「舞蹈（おどる）」來輔助戰鬥，必殺技為「莫古利亂舞（モーグリらんぶ）」。當時SFC版的公式攻略本中「Moogle」表記為「Moglie」。
年齡：11歲、身長：122公分、體重：43公斤、生日：5月11日、血型：黑腳丫型（本人的說法）

### 艾德加·羅尼·費加洛
艾德加·羅尼·費加洛（Edgar Roni Figaro，声：三木真一郎），機械專家（Machinery）。費加洛王國的國王，表面和加斯特拉帝國結盟，但實際上暗中援助反帝國組織回歸者。馬修的孿生哥哥。擁有不管任何年紀、只要是女人就很能言善道的風流個性。喜歡的事物是女性，討厭說教，興趣是機械武器開發和改造臥室。初始命令是能使用「機械（きかい）」，是使用物品欄中的機械武器進行攻擊。必殺技為「皇家電擊（ロイヤルショック）」。在PS遊戲《異域神兵》中登場人物為「羅尼・法蒂瑪（ロニ・ファティマ）」，且作還有一個模型。
年齡：27歲、身長：183公分、體重：77公斤、生日：8月16日、血型：O型

### 馬修·羅尼·費加洛
馬修·羅尼·費加洛（Mash Rene Figaro，声：藤真秀），武僧（Monk）。艾德加的孿生弟弟，本名馬西亞斯（マシアス）。為了追逐自由而放棄王位離開城中，開始進行成為格鬥家的修行，有著和師父一樣的爽快性格。後加入了回歸者。喜歡的事物是核桃，討厭吃堅果，興趣是修行。初始命令是「必殺技（ひっさつわざ）」。必殺技為「猛虎斷（タイガーブレイク）」。
年齡：27歲、身長：190公分、體重：106公斤、生日：8月16日、血型：O型

### 影忍
影忍（Shadow，声：安原義人），刺客（Assassin）。為了錢連親友都能殺的神秘暗殺者。外表為忍者的打扮，武器是短刀。只信任自己的漆黑忍犬「攔截者」，除此之外的人皆不效忠。其名字「影忍」為臨時命的假名，本名克萊德（Clyde）。喜歡的事物是煮雞蛋，討厭作夢。其忍犬會在戰鬥中支援影。初始命令是「投擲（なげる）」，能向敵人投擲手裡劍或捲軸。必殺技為「影斬（シャドウファング）」。PS版追加的ED電影有著影出場的場面。
年齡不明（30歲以上？）、身長：178公分、體重：66公斤、生日：不明、血型：不明

### 凱炎·加雷莫德
凱炎·加雷莫德（Cayenne Garamonde，声：大友龙三郎），武士（Samurai）。多馬國的劍士。特徵為黑馬尾和鬍子，以第一人稱「在下」稱呼自己，對國家極為忠心。說話用文言文。因加斯特拉帝國的凱夫卡的緣故使妻子和小孩誤飲毒水而死，連國王也是如此，所以痛恨帝國，後加入回歸者。喜歡的事物是傳統，討厭機械，興趣是收集古武器。初始命令是「必殺劍（ひっさつけん）」。必殺技為「燕返（つばめがえし）」。
年齡：50歲、身長：178公分、體重：72公斤、生日：1月3日、血型：A型

### 卡烏
卡烏（Gau，声：村中知），野生兒（Wild Boy）。由於被野獸照顧成長，故不善人類語言，但仍能聽懂人話並說出一些簡單零落的單字。留著綠色刺蝟般的馬尾，說話口調不太清楚。住在謎樣森林中西北方小屋的男子實際上就是他的父親，父親認為他古怪因此將他扔至獸之原。後加入了回歸者。喜歡的事物是金光閃閃的東西，討厭穿洋服，喜歡大叫。卡烏的初始命令有兩個，為「潛伏（とびこむ）」和「憤怒（あばれる）」。沒有必殺技。
年齡：13歲、身長：163公分、體重：50公斤、生日：4月5日、血型：B型

### 莎莉絲·謝兒
莎莉絲·謝兒（Celes Chere，声：桑島法子），符文騎士（Rune Knight）。加斯特拉帝國軍中的常勝將軍。原本是孤兒，自小在帝國的英才教育下成為人工「魔導劍士」。特徵是金色波浪長髮的女性，但因軍人身分較少讓人見到她身為女性的那一面。初登場時因密謀反叛而被帝國軍囚禁，遭巧遇的洛克救出，後加入了回歸者組織。似乎和歌劇院中的一名叫瑪莉亞的女演員十分相像。和蒂娜一樣加入時即可以使用魔法。喜歡的事物是古色古香的繪本、照料席德博士的溫室、玫瑰修剪，討厭軟弱的人。初始命令為「魔封劍（まふうけん）」，能將魔法無效化吸收並轉為自己的MP值。必殺技為「紡紗邊境（スピニングエッジ）」。原案設定是帝國派來加入主角群的臥底魔導戰士，但由於使用魔法時會消耗精神而導致時常情緒不安定因此有著能找到能夠依靠的人的願望，因此被出言關心的洛克所吸引導致其後能有出手背叛主角群的機會時感到煩惱和猶豫。
年齡：18歲、身長：172公分、體重：58公斤、生日：3月10日、血型：B型

### 薩查·加比亞尼
薩查·加比亞尼（Setzer Gabbiani，声：置鲇龙太郎（王國之心II、纷争 Opera Omnia）），賭徒（Gambler）。與善惡絕緣的流浪賭徒。喜歡其賭博的快感，身穿黑底金邊的大衣，繫有領巾，蓄著銀色長髮的男子，持有世界唯一的飛空艇黑傑克號。對歌劇院中的一名叫瑪莉亞的女演員很感興趣，但後來喜歡上了莎莉絲。喜歡的事物是一決勝負，討厭懦夫，愛好接龍。初始命令是「拉霸（スロット）」，能使出多種攻擊效果，在裝備飾品後還能施展「擲錢（ぜになげ）」。必殺技為「血腥卡片（ブラッディカード）」。薩查在《王國之心II》中是唯一出自SFC時期的最终幻想角色。此外其實該腳色的原型早在FF5的時候就出現，不過因腳色形象過於突出而成為廢案直到劇情上屬於群像劇的本作才再度拿出來。
年齡：27歲、身長：175公分、體重：62公斤、生日：2月8日、血型：AB型

### 斯特拉格斯·馬吉斯
斯特拉格斯·馬吉斯（Stragus Magus，声：緒方賢一），青魔導士（Blue Mage）。擁有魔導士之血，畢生追隨傳說怪物的謎樣老人。知道魔導士的歷史。喜歡的事物是怪物，討厭養老，愛好服裝製作。對敵人的特殊攻擊是是「覺醒技（おぼえたわざ）」（青魔法），和《最终幻想V》不同，斯特拉格斯能學習到原本自己無法習得的技能。必殺技為「斷絕城（セバーソウル）」。在北美版中名字變更為「Strago（ストラゴ）」。
年齡：70歲、身長：151公分、體重：43公斤、生日：6月3日、血型：O型

### 莉露姆·艾利娃
莉露姆·艾利娃（Relm Arrowny，声：悠木碧），繪師（Pictmancer）。口惡心善的少女，人小鬼大。戴著紅色帽子，金色頭髮，天生擁有繪畫的能力。喜歡的事物是加有軟蛋和楓樹糖漿的熱香餅、大人，討厭毛蟲、恐怖的人、苦藥，愛好描繪、絲帶的收集。初期魔力是隊伍中最高的。初始命令是「素描（スケッチ）」。必殺技為「星棱鏡（スタープリズム）」。遊戲劇情雖然沒有明確提到，但根據影忍的夢境以及其他遊戲裡兩人的共通性推測是影忍的女兒。
年齡：10歲、身長：153公分、體重：40公斤、生日：9月9日、血型：B型

### 高高
高高，模仿師（Mimic）。在小三角島上巨大怪物體內居住著的人。穿著只露出雙眼的奇特斗篷，看不出性別的神秘模仿師。擁有「模仿（ものまね）」能力。喜歡和討厭的事物一切不明，愛好模仿。必殺技為「懲罰流星（おしおきメテオ）」。和前作《最终幻想V》的同名角色，職業模樣相似，但不知是否有關連性。
年齡不明、身長：166公分、體重：60公斤（推測）、生日不明、血型不明

### 烏瑪洛
烏瑪洛（Umaro），雪男（Yeti）。住在那魯雪炭坑的雪男。一開始登場時是以敵人角色登場，但在之後成為同伴。行為舉止粗暴，把莫古當作老大。喜歡的事物是骨，討厭毛蟲，有愛好骨雕刻的一面。戰鬥時會進入狂戰士狀態，為玩家無法下指令的角色。
年齡：4歲（自學會算數起計算）、身長：209公分、體重：198公斤、生日：9月9日、血型：紅色（本人稱）

## 短暫加入的夥伴

### 魏吉
魏吉（Wedge），帝國兵（Empire Soldier）。在遊戲開場時和蒂娜一同進攻那魯雪的帝國士兵，比格斯的同伴，後來失蹤。會使用魔導裝甲攻擊。和比格斯是最终幻想系列的人物。

### 比格斯
比格斯（Biggs），帝國兵（Empire Soldier）。在遊戲開場時和蒂娜一同進攻那魯雪的帝國士兵，魏吉的同夥，後來失蹤。能完全使用魔導裝甲機能。和魏吉是最终幻想系列的人物。北美SNES版名字拼寫為「Vicks」，移植版後變更。

### 莫古利們
莫古利們（Moogles），莫古利（Moogle）。為救蒂娜而參加戰鬥的一群莫古利，會用各種武器戰鬥。分別為莫古林（モグリン）、莫古雷（モグプウ）、莫古吉（モグッチ）、莫魯魯（モルル）、莫古漢（モグタン）、莫古洛（モグール）、莫古辛（モグシン）、莫古威（モグポン）、瑪格姆（ムグムグ）、可思莫古（ズモモグ）。世界崩壞後除了莫古外10隻全員消息不明。

### 巴南
巴南（Bannan），神官（Oracle）。帝國反抗軍「回歸者（リターナー）」的領導人。和艾德加合作幫助蒂娜。喜歡的事物是和平，討厭混亂的秩序，興趣是讀書。世界崩壞後消息不明。初始命令是「祈禱（いのる）」，可回復全員的部分HP值。北美版名字拼寫為「Banon」，而已被修改。
年齡：54歲、身長：172公分、體重：70公斤、生日：10月23日、血型：A型

### 幽靈
本名不明，幽靈（Ghost）。魔列車內漂浮的幽靈，未有名字。有許多好戰的幽靈，且還有販賣道具的。在同意祂們的同行請求後就會加入對伍。初始命令是「附身（とりつく）」，施展成功後幽靈會和敵人一起離開戰鬥。

### 雷歐·克里斯多夫
里歐·克里斯多夫（Leo Cristophe，声：菅原正志），將軍（General）。帝國將軍。為人正直、正義感高，穿著將領的綠色大衣，留著金色龐克頭的男子，對自己的部下相當信賴。喜歡的事物是騎士道，討厭懦弱的事，愛好音樂鑑賞。在帝國和回歸者和解後，和主角們共同合作，最後遭凱夫卡欺騙而被殺害。後來在魔導村子沙瑪沙的一處建立他的墳墓。初始命令是以劍發動「激震（ショック）」，擁有強大的威力。
年齡：30歲、身長：188公分、體重：83公斤、生日：7月8日、血型：O型

## 其他人物

### 凱夫卡·帕拉佐
凱夫卡·帕拉佐（Kefka Palazzo，声：千葉繁），本作最終BOSS，帝國的大魔導士。席德博士的人工魔導士研究「作品」，魔法力量相當驚人。愛好鏡子，喜歡玩洋娃娃。造型華麗的奇特小丑。為皇帝的心腹，說話語氣幼稚，以第一人稱「俺」稱呼自己，擁有如蝙幅俠中的角色"小丑"的性格，故士兵們皆不滿於他。以卑鄙殘酷的手段發動戰爭，藉此展現「能力」（三鬥神），覺醒後君臨在世界集結的瓦礫塔最上層。後作《紛爭》時填補凱夫卡對上蒂娜的最終決戰後的情節。
聲：千葉繁（紛爭）
年齡：35歲、身長：167公分、體重：48公斤、生日：11月19日、血型：AB型

### 加斯特拉皇帝
加斯特拉皇帝（Emperor Gestahl），軍事主義帝國的獨裁者。企圖利用幻獸化作的魔石征服世界，過去曾帶兵闖入幻獸界，但再被幻獸長老強行返回人類世界時，將還是嬰兒的蒂娜從瑪德蓮手中奪走，日後將其作為魔導戰士。派凱夫卡為非作歹，劇情中途要求和回歸者合作共同對抗逃走的幻獸，但實際上卻是一場騙戲，最後在三鬥神雕像前被卡夫卡殺死。
年齡：72歲、身長：179公分、體重：72公斤、生日：10月26日、血型：B型

### 瑪德蓮
瑪德蓮（Madeline），蒂娜的母親，是一個人類女子。不喜歡待於人類世界，誤入幻獸界時和馬丁相愛。在帝國入侵時，因受一些其他的幻獸譴責而正要回去人類世界，但也受到長老的法術波及而和馬丁一起被彈至人類世界，遭皇帝殺害後手中的嬰兒蒂娜也被搶走。

### 拉姆
拉姆（Ramuh），司掌雷的幻獸。把伊夫里特和希瓦當作兄弟看待，被帝國捉走的幻獸之一。僥倖從帝國魔導研究所逃出，故在佐佐鎮隱居。會施展雷攻擊。暫時照顧了幻獸化的蒂娜，後來遇見回歸者一行人時不禁吐出了幻獸和人類之間的紛爭歷史。最後自願魔石化將力量託付給回歸者等人。

### 伊夫里特
伊夫里特（Ifrit），司掌炎的幻獸。把拉姆和希瓦當作兄弟看待。會施展炎攻擊。被帝國捉走的幻獸之一，其力量被搾取後自願魔石化將力量託付給回歸者等人。

### 希瓦
希瓦（Shiva），司掌冰的幻獸。把拉姆和伊夫里特當作兄弟看待。會施展冰攻擊。被帝國捉走的幻獸之一，其力量被搾取後自願魔石化將力量託付給回歸者等人。

### 馬丁
馬丁（Maduin），能施展無屬性攻擊的幻獸。蒂娜的父親。意外地發現了誤入幻獸界的人類女子瑪德蓮，並不顧大家反對和她在一起。後來在帝國入侵時陷入昏迷並被敵人囚禁而搾取力量。後來成為了魔石將力量託給了回歸者等人。

## 幻獸
即歷代的召喚獸，在遊戲中取得後就可在特技選單中裝備，各有不同效果。
- 麒麟（Kirin），神秘的神聖之幻獸。具有將全員的HP值漸漸回復的能力。
- 賽蓮（Siren），手持豎琴的女性幻獸。能利用魔音來使對手進入沉默狀態。
- 凱特·西（Stray），頭戴王冠的黑貓幻獸。能力是使我方全體的異常效果恢復。
- 獨角獸（Unicorn），司掌癒合的幻獸。能力是使我方全體的異常效果恢復。
- 卡托布雷帕斯（Shoat），外型醜陋的牛型幻獸。會用「惡魔之瞳」來讓對手石化。
- 魅影（Phantom），由殘念思想集合而成的幻獸。可使我方全體透明。
- 紅寶石獸（Carbunkl），光魔導精靈的幻獸。能力是使我方全體魔法反彈。
- 俾斯麥（Bismark），白鯨姿態的幻獸。具有施展水屬性的攻擊。
- 巨像兵（Golem），魔大戰前製作的魔導機械幻獸。能保護我方不受物理攻擊傷害。
- 異維搜索者（Zone Seek），一切皆為謎的幻獸。可對同伴們施加魔盾。
- 熾天使（Sraphim），上級天使的幻獸。效果是恢復同伴的HP值。
- 綠咬鵑（Palidor），巨大的魔鳥幻獸。能讓我方搭乘於背上，我方便可施展跳躍攻擊。
- 芬里爾（Fenrir），白銀的狼幻獸。讓同伴施展分身，可迴避攻擊。
- 耶夢加得（Terrato），巨大蛇怪的幻獸。可對敵人施展地屬性攻擊。
- 吉祥天女（Starlet），以穿著藍色長袍的美麗女性幻獸。能力是「魅惑的擁抱」，可回復大量HP值。
- 亞歷山大（Alexandr），古代之城幻獸。口中可放出光線來對敵施展聖屬性攻擊。
- 巴哈姆特（Bahamut），持有強大力量的龍族之王。無視魔法防禦、對敵人施展無屬性攻擊。
- 諸神黃昏（Ragnarok），以傳說武器姿態存活的幻獸。能將敵人變為道具。「諸神黃昏」是最終幻想系列的終極武器之名稱。
- 聖戰（Crusader），附有「三鬥神」之力的幻獸，力量強大。世界崩潰後，打倒八隻龍即可獲得，解除魔神、女神、鬼神的封印。可施展造成雙方巨大傷害的「天地崩壊」。

### GBA版追加幻獸
- 利維坦（Leviathan），外型為海龍的幻獸。效果是對全體進行水屬性攻擊。在SFC版和PS版並未登場。
- 仙人掌（Cactuar），仙人掌幻獸。根據敵人防禦情況來使出「針千本」或「針萬本」攻擊。
- 迪亞波羅斯（Diabolos），傳說的惡魔。對敵全體施展漸漸衰退HP值。
- 基加美修（Gilgamesh），《最终幻想V》角色，追求著聖劍的傳說劍豪。會隨機用「正宗」、「石中劍」或「最終幻想」來攻擊。